# Cyanopterus mimelus
Cyanopterus mimelus är en stekelart som först beskrevs av Marshall 1897.  Cyanopterus mimelus ingår i släktet Cyanopterus och familjen bracksteklar. Inga underarter finns listade i Catalogue of Life.